# Liste der Nummer-eins-Hits in Belgien (2018)
Dies ist eine Liste der Nummer-eins-Hits in Belgien im Jahr 2018. Für die niederländischsprachigen Landesteile (Flandern) und die französischsprachigen Landesteile (Wallonie) werden getrennte Charts ermittelt. Veröffentlicht werden die Charts von Ultratop, das auf Initiative der Belgian Entertainment Association (BEA), der Vereinigung der Musik-, Film- und Spieleindustrie des Landes, entstanden ist.

## Flandern

### Singles
| ← 2017 ← | Liste der Nummer-eins-Hits in Belgien (Flandern) | Liste der Nummer-eins-Hits in Belgien (Flandern) | Liste der Nummer-eins-Hits in Belgien (Flandern)                                                      | 2019 →                    |
| \| Zeitraum \| Wo. ges. \| Interpret \| Titel Autor(en) \| Zusätzliche Informationen \| \| (Zeitraum, Wochen auf Platz eins, Interpret, Titel, Autor[en], zusätzliche Informationen) \| \| \| \| \| \| ----------------------------------------------------------------------------------------- \| -------- \| ----------------------------- \| ----------------------------------------------------------------------------------------------------- \| ------------------------- \| \| 18. November 2017 – 9. Februar 2018 12 Wochen (insgesamt 14) \| 14 \| Ed Sheeran \| Perfect Ed Sheeran \| – \| \| 10. Februar 2018 – 16. März 2018 5 Wochen \| 5 \| Lost Frequencies & Zonderling \| Crazy Allan Eshuijs, Martijn van Sonderen, Felix De Laet, Gia Koka, Jaap de Vries, David Benjamin \| – \| \| 17. März 2018 – 27. April 2018 6 Wochen \| 6 \| Bløf feat. Geike Arnaert \| Zoutelande Peter Slager, Axel Bosse \| – \| \| 28. April 2018 – 27. Juli 2018 13 Wochen \| 13 \| Calvin Harris & Dua Lipa \| One Kiss Adam Wiles, Dua Lipa, Jessie Reyez \| – \| \| 28. Juli 2018 – 14. September 2018 7 Wochen \| 7 \| Regi feat. Jake Reese \| Ellie Regi Penxten, Timofey Reznikov, Lester Williams, Jaap Reesema \| – \| \| 15. September 2018 – 2. November 2018 7 Wochen (insgesamt 8) \| 8 \| George Ezra \| Shotgun George Ezra, Joel Pott, Fred Gibson \| – \| \| 3. November 2018 – 9. November 2018 1 Woche (insgesamt 2) \| 2 \| Dean Lewis \| Be Alright Dean Lewis, Jon Hume \| – \| \| 10. November 2018 – 16. November 2018 1 Woche (insgesamt 8) \| 8 \| George Ezra \| Shotgun George Ezra, Joel Pott, Fred Gibson \| – \| \| 17. November 2018 – 23. November 2018 1 Woche \| 1 \| Calvin Harris & Sam Smith \| Promises Sam Smith, Adam Wiles, Jessie Reyez \| – \| \| 24. November 2018 – 30. November 2018 1 Woche (insgesamt 2) \| 2 \| Dean Lewis \| Be Alright Dean Lewis, Jon Hume \| – \| \| 1. Dezember 2018 – 15. März 2019 15 Wochen \| 15 \| Ava Max \| Sweet but Psycho Ava Max, William Lobban Bean, Andreas Andersen Haukeland, Madison Love, Henry Walter \| – \| |                                                  |                                                  | |                           |
| ← 2017 |                                                  |                                                  | | → 2019 →                  |
| Zeitraum | Wo. ges.                                         | Interpret                                        | Titel Autor(en)                                                                                       | Zusätzliche Informationen |
| (Zeitraum, Wochen auf Platz eins, Interpret, Titel, Autor[en], zusätzliche Informationen) |                                                  |                                                  | |                           |
| 18. November 2017 – 9. Februar 2018 12 Wochen (insgesamt 14) | 14                                               | Ed Sheeran                                       | Perfect Ed Sheeran                                                                                    | –                         |
| 10. Februar 2018 – 16. März 2018 5 Wochen | 5                                                | Lost Frequencies & Zonderling                    | Crazy Allan Eshuijs, Martijn van Sonderen, Felix De Laet, Gia Koka, Jaap de Vries, David Benjamin     | –                         |
| 17. März 2018 – 27. April 2018 6 Wochen | 6                                                | Bløf feat. Geike Arnaert                         | Zoutelande Peter Slager, Axel Bosse                                                                   | –                         |
| 28. April 2018 – 27. Juli 2018 13 Wochen | 13                                               | Calvin Harris & Dua Lipa                         | One Kiss Adam Wiles, Dua Lipa, Jessie Reyez                                                           | –                         |
| 28. Juli 2018 – 14. September 2018 7 Wochen | 7                                                | Regi feat. Jake Reese                            | Ellie Regi Penxten, Timofey Reznikov, Lester Williams, Jaap Reesema                                   | –                         |
| 15. September 2018 – 2. November 2018 7 Wochen (insgesamt 8) | 8                                                | George Ezra                                      | Shotgun George Ezra, Joel Pott, Fred Gibson                                                           | –                         |
| 3. November 2018 – 9. November 2018 1 Woche (insgesamt 2) | 2                                                | Dean Lewis                                       | Be Alright Dean Lewis, Jon Hume                                                                       | –                         |
| 10. November 2018 – 16. November 2018 1 Woche (insgesamt 8) | 8                                                | George Ezra                                      | Shotgun George Ezra, Joel Pott, Fred Gibson                                                           | –                         |
| 17. November 2018 – 23. November 2018 1 Woche | 1                                                | Calvin Harris & Sam Smith                        | Promises Sam Smith, Adam Wiles, Jessie Reyez                                                          | –                         |
| 24. November 2018 – 30. November 2018 1 Woche (insgesamt 2) | 2                                                | Dean Lewis                                       | Be Alright Dean Lewis, Jon Hume                                                                       | –                         |
| 1. Dezember 2018 – 15. März 2019 15 Wochen | 15                                               | Ava Max                                          | Sweet but Psycho Ava Max, William Lobban Bean, Andreas Andersen Haukeland, Madison Love, Henry Walter | –                         |

### Alben
| ← 2017 ← | Liste der Nummer-eins-Hits in Belgien (Flandern) | Liste der Nummer-eins-Hits in Belgien (Flandern) | Liste der Nummer-eins-Hits in Belgien (Flandern) | 2019 →                    |
| \| Zeitraum \| Wo. ges. \| Interpret \| Titel \| Zusätzliche Informationen \| \| (Zeitraum, Wochen auf Platz eins, Interpret, Titel, zusätzliche Informationen) \| \| \| \| \| \| ------------------------------------------------------------------------------ \| -------- \| ------------------------------------------------ \| ------------------------------- \| ------------------------- \| \| 16. Dezember 2017 – 12. Januar 2018 4 Wochen (insgesamt 6) \| 6 \| K3 \| Love Cruise \| – \| \| 13. Januar 2018 – 9. Februar 2018 4 Wochen (insgesamt 11) \| 11 \| Ed Sheeran \| ÷ \| – \| \| 10. Februar 2018 – 23. Februar 2018 2 Wochen \| 2 \| Justin Timberlake \| Man of the Woods \| – \| \| 24. Februar 2018 – 2. März 2018 1 Woche \| 1 \| Fleddy Melculy \| De kerk van Melculy \| – \| \| 3. März 2018 – 16. März 2018 2 Wochen (insgesamt 2) \| 2 \| Karen Damen \| Een ander spoor \| – \| \| 17. März 2018 – 23. März 2018 1 Woche \| 1 \| Editors \| Violence \| – \| \| 24. März 2018 – 30. März 2018 1 Woche (insgesamt 2) \| 2 \| Karen Damen \| Een ander spoor \| – \| \| 31. März 2018 – 6. April 2018 1 Woche \| 1 \| Jasper Steverlinck \| Night Prayer \| – \| \| 7. April 2018 – 13. April 2018 1 Woche (insgesamt 3) \| 3 \| Frans Bauer \| Levenslied \| – \| \| 14. April 2018 – 20. April 2018 1 Woche \| 1 \| Eels \| The Deconstruction \| – \| \| 21. April 2018 – 4. Mai 2018 2 Wochen (insgesamt 3) \| 3 \| Frans Bauer \| Levenslied \| – \| \| 5. Mai 2018 – 11. Mai 2018 1 Woche \| 1 \| Lindsay \| 10 jaar \| – \| \| 12. Mai 2018 – 18. Mai 2018 1 Woche \| 1 \| Post Malone \| Beerbongs & Bentleys \| – \| \| 19. Mai 2018 – 1. Juni 2018 2 Wochen \| 2 \| Arctic Monkeys \| Tranquility Base Hotel + Casino \| – \| \| 2. Juni 2018 – 8. Juni 2018 1 Woche \| 1 \| Shawn Mendes \| Shawn Mendes \| – \| \| 9. Juni 2018 – 15. Juni 2018 1 Woche (insgesamt 16) \| 16 \| Niels Destadsbader \| Dertig \| – \| \| 16. Juni 2018 – 22. Juni 2018 1 Woche \| 1 \| Verschiedene Interpreten \| Liefde voor muziek \| – \| \| 23. Juni 2018 – 6. Juli 2018 2 Wochen (insgesamt 16) \| 16 \| Niels Destadsbader \| Dertig \| – \| \| 7. Juli 2018 – 13. Juli 2018 1 Woche \| 1 \| Florence + the Machine \| High as Hope \| – \| \| 14. Juli 2018 – 10. August 2018 4 Wochen (insgesamt 16) \| 16 \| Niels Destadsbader \| Dertig \| – \| \| 11. August 2018 – 17. August 2018 1 Woche \| 1 \| Travis Scott \| Astroworld \| – \| \| 18. August 2018 – 24. August 2018 1 Woche (insgesamt 16) \| 16 \| Niels Destadsbader \| Dertig \| – \| \| 25. August 2018 – 31. August 2018 1 Woche \| 1 \| Ariana Grande \| Sweetener \| – \| \| 1. September 2018 – 7. September 2018 1 Woche \| 1 \| Laura Lynn \| Country \| – \| \| 8. September 2018 – 28. September 2018 3 Wochen \| 3 \| Eminem \| Kamikaze \| – \| \| 29. September 2018 – 5. Oktober 2018 1 Woche \| 1 \| Bazart \| 2 \| – \| \| 6. Oktober 2018 – 26. Oktober 2018 3 Wochen (insgesamt 4) \| 4 \| Helmut Lotti with the Golden Symphonic Orchestra \| Soul Classics In Symphony \| – \| \| 27. Oktober 2018 – 2. November 2018 1 Woche \| 1 \| Tamino \| Amir \| – \| \| 3. November 2018 – 9. November 2018 1 Woche (insgesamt 4) \| 4 \| Helmut Lotti with the Golden Symphonic Orchestra \| Soul Classics In Symphony \| – \| \| 10. November 2018 – 16. November 2018 1 Woche (insgesamt 16) \| 16 \| Niels Destadsbader \| Dertig \| – \| \| 17. November 2018 – 23. November 2018 1 Woche \| 1 \| Tourist LeMC \| We begrijpen mekaar \| – \| \| 24. November 2018 – 14. Dezember 2018 3 Wochen \| 3 \| K3 \| Roller disco \| – \| \| 15. Dezember 2018 – 1. Februar 2018 7 Wochen (insgesamt 16) \| 16 \| Niels Destadsbader \| Dertig \| – \| |                                                  |                                                  |                                                  |                           |
| ← 2017 |                                                  |                                                  |                                                  | → 2019 →                  |
| Zeitraum | Wo. ges.                                         | Interpret                                        | Titel                                            | Zusätzliche Informationen |
| (Zeitraum, Wochen auf Platz eins, Interpret, Titel, zusätzliche Informationen) |                                                  |                                                  |                                                  |                           |
| 16. Dezember 2017 – 12. Januar 2018 4 Wochen (insgesamt 6) | 6                                                | K3                                               | Love Cruise                                      | –                         |
| 13. Januar 2018 – 9. Februar 2018 4 Wochen (insgesamt 11) | 11                                               | Ed Sheeran                                       | ÷                                                | –                         |
| 10. Februar 2018 – 23. Februar 2018 2 Wochen | 2                                                | Justin Timberlake                                | Man of the Woods                                 | –                         |
| 24. Februar 2018 – 2. März 2018 1 Woche | 1                                                | Fleddy Melculy                                   | De kerk van Melculy                              | –                         |
| 3. März 2018 – 16. März 2018 2 Wochen (insgesamt 2) | 2                                                | Karen Damen                                      | Een ander spoor                                  | –                         |
| 17. März 2018 – 23. März 2018 1 Woche | 1                                                | Editors                                          | Violence                                         | –                         |
| 24. März 2018 – 30. März 2018 1 Woche (insgesamt 2) | 2                                                | Karen Damen                                      | Een ander spoor                                  | –                         |
| 31. März 2018 – 6. April 2018 1 Woche | 1                                                | Jasper Steverlinck                               | Night Prayer                                     | –                         |
| 7. April 2018 – 13. April 2018 1 Woche (insgesamt 3) | 3                                                | Frans Bauer                                      | Levenslied                                       | –                         |
| 14. April 2018 – 20. April 2018 1 Woche | 1                                                | Eels                                             | The Deconstruction                               | –                         |
| 21. April 2018 – 4. Mai 2018 2 Wochen (insgesamt 3) | 3                                                | Frans Bauer                                      | Levenslied                                       | –                         |
| 5. Mai 2018 – 11. Mai 2018 1 Woche | 1                                                | Lindsay                                          | 10 jaar                                          | –                         |
| 12. Mai 2018 – 18. Mai 2018 1 Woche | 1                                                | Post Malone                                      | Beerbongs & Bentleys                             | –                         |
| 19. Mai 2018 – 1. Juni 2018 2 Wochen | 2                                                | Arctic Monkeys                                   | Tranquility Base Hotel + Casino                  | –                         |
| 2. Juni 2018 – 8. Juni 2018 1 Woche | 1                                                | Shawn Mendes                                     | Shawn Mendes                                     | –                         |
| 9. Juni 2018 – 15. Juni 2018 1 Woche (insgesamt 16) | 16                                               | Niels Destadsbader                               | Dertig                                           | –                         |
| 16. Juni 2018 – 22. Juni 2018 1 Woche | 1                                                | Verschiedene Interpreten                         | Liefde voor muziek                               | –                         |
| 23. Juni 2018 – 6. Juli 2018 2 Wochen (insgesamt 16) | 16                                               | Niels Destadsbader                               | Dertig                                           | –                         |
| 7. Juli 2018 – 13. Juli 2018 1 Woche | 1                                                | Florence + the Machine                           | High as Hope                                     | –                         |
| 14. Juli 2018 – 10. August 2018 4 Wochen (insgesamt 16) | 16                                               | Niels Destadsbader                               | Dertig                                           | –                         |
| 11. August 2018 – 17. August 2018 1 Woche | 1                                                | Travis Scott                                     | Astroworld                                       | –                         |
| 18. August 2018 – 24. August 2018 1 Woche (insgesamt 16) | 16                                               | Niels Destadsbader                               | Dertig                                           | –                         |
| 25. August 2018 – 31. August 2018 1 Woche | 1                                                | Ariana Grande                                    | Sweetener                                        | –                         |
| 1. September 2018 – 7. September 2018 1 Woche | 1                                                | Laura Lynn                                       | Country                                          | –                         |
| 8. September 2018 – 28. September 2018 3 Wochen | 3                                                | Eminem                                           | Kamikaze                                         | –                         |
| 29. September 2018 – 5. Oktober 2018 1 Woche | 1                                                | Bazart                                           | 2                                                | –                         |
| 6. Oktober 2018 – 26. Oktober 2018 3 Wochen (insgesamt 4) | 4                                                | Helmut Lotti with the Golden Symphonic Orchestra | Soul Classics In Symphony                        | –                         |
| 27. Oktober 2018 – 2. November 2018 1 Woche | 1                                                | Tamino                                           | Amir                                             | –                         |
| 3. November 2018 – 9. November 2018 1 Woche (insgesamt 4) | 4                                                | Helmut Lotti with the Golden Symphonic Orchestra | Soul Classics In Symphony                        | –                         |
| 10. November 2018 – 16. November 2018 1 Woche (insgesamt 16) | 16                                               | Niels Destadsbader                               | Dertig                                           | –                         |
| 17. November 2018 – 23. November 2018 1 Woche | 1                                                | Tourist LeMC                                     | We begrijpen mekaar                              | –                         |
| 24. November 2018 – 14. Dezember 2018 3 Wochen | 3                                                | K3                                               | Roller disco                                     | –                         |
| 15. Dezember 2018 – 1. Februar 2018 7 Wochen (insgesamt 16) | 16                                               | Niels Destadsbader                               | Dertig                                           | –                         |

### Jahreshitparaden
| ← 2017 ← | Liste der Nummer-eins-Hits in Belgien (Flandern) | Liste der Nummer-eins-Hits in Belgien (Flandern)                           | Liste der Nummer-eins-Hits in Belgien (Flandern) | 2019 →   |
| \| Singles \| Position# \| Alben \| \| ----------------------------------------------------------------------------------------------------------------------------------------------------------------------------------------------------- \| --------- \| -------------------------------------------------------------------------- \| \| One Kiss Calvin Harris & Dua Lipa Adam Wiles, Dua Lipa, Jessie Reyez \| 1 \| Dertig Niels Destadsbader \| \| Zoutelande Bløf feat. Geike Arnaert Peter Slager, Axel Bosse \| 2 \| ÷ Ed Sheeran \| \| Ellie Regi feat. Jake Reese Regi Penxten, Timofey Reznikov, Lester Williams, Jaap Reesema \| 3 \| Liefde voor muziek Verschiedene Interpreten \| \| Crazy Lost Frequencies & Zonderling Allan Eshuijs, Martijn van Sonderen, Felix De Laet, Gia Koka, Jaap de Vries, David Benjamin \| 4 \| Night Prayer Jasper Steverlinck \| \| Leave a Light On Tom Walker Steve Mac, Thomas Walker \| 5 \| Brood voor morgenvroeg Bart Peeters \| \| Perfect Ed Sheeran \| 6 \| Soul Classics in Symphony Helmut Lotti with the Golden Symphonic Orchestra \| \| Friends Marshmello & Anne-Marie Christopher Comstock, Anne-Marie Nicholson, Eden Anderson, Richard Boardman, Jasmine Thompson, Natalie Dunn, Sarah Blanchard, Pablo Bowman \| 7 \| Levenslied Frans Bauer \| \| Shotgun George Ezra , Joel Pott, Fred Gibson \| 8 \| Dua Lipa \| \| These Days Rudimental feat. Jess Glynne, Macklemore & Dan Caplen Amir Amor, Kesi Dryden, Piers Aggett, Leon "DJ Locksmith" Rolle, Daniel Caplen, Jamie Scott, Julian Bunetta, John Ryan, Ben Haggerty \| 9 \| The Greatest Showman: Original Motion Picture Soundtrack (Soundtrack) \| \| IDGAF Dua Lipa , Uzoechi Emenike, Larzz Principato, Skyler Stonestreet, Whiskey Water \| 10 \| Tranquility Base Hotel + Casino Arctic Monkeys \| |                                                  |                                                                            |                                                  |          |
| ← 2017 |                                                  |                                                                            |                                                  | → 2019 → |
| Singles | Position#                                        | Alben                                                                      |                                                  |          |
| One Kiss Calvin Harris & Dua Lipa Adam Wiles, Dua Lipa, Jessie Reyez | 1                                                | Dertig Niels Destadsbader                                                  |                                                  |          |
| Zoutelande Bløf feat. Geike Arnaert Peter Slager, Axel Bosse | 2                                                | ÷ Ed Sheeran                                                               |                                                  |          |
| Ellie Regi feat. Jake Reese Regi Penxten, Timofey Reznikov, Lester Williams, Jaap Reesema | 3                                                | Liefde voor muziek Verschiedene Interpreten                                |                                                  |          |
| Crazy Lost Frequencies & Zonderling Allan Eshuijs, Martijn van Sonderen, Felix De Laet, Gia Koka, Jaap de Vries, David Benjamin | 4                                                | Night Prayer Jasper Steverlinck                                            |                                                  |          |
| Leave a Light On Tom Walker Steve Mac, Thomas Walker | 5                                                | Brood voor morgenvroeg Bart Peeters                                        |                                                  |          |
| Perfect Ed Sheeran | 6                                                | Soul Classics in Symphony Helmut Lotti with the Golden Symphonic Orchestra |                                                  |          |
| Friends Marshmello & Anne-Marie Christopher Comstock, Anne-Marie Nicholson, Eden Anderson, Richard Boardman, Jasmine Thompson, Natalie Dunn, Sarah Blanchard, Pablo Bowman | 7                                                | Levenslied Frans Bauer                                                     |                                                  |          |
| Shotgun George Ezra , Joel Pott, Fred Gibson | 8                                                | Dua Lipa                                                                   |                                                  |          |
| These Days Rudimental feat. Jess Glynne, Macklemore & Dan Caplen Amir Amor, Kesi Dryden, Piers Aggett, Leon "DJ Locksmith" Rolle, Daniel Caplen, Jamie Scott, Julian Bunetta, John Ryan, Ben Haggerty | 9                                                | The Greatest Showman: Original Motion Picture Soundtrack (Soundtrack)      |                                                  |          |
| IDGAF Dua Lipa , Uzoechi Emenike, Larzz Principato, Skyler Stonestreet, Whiskey Water | 10                                               | Tranquility Base Hotel + Casino Arctic Monkeys                             |                                                  |          |

## Wallonie

### Singles
| ← 2017 ← | Liste der Nummer-eins-Hits in Belgien (Wallonie) | Liste der Nummer-eins-Hits in Belgien (Wallonie) | Liste der Nummer-eins-Hits in Belgien (Wallonie)                                                                                      | 2019 →                    |
| \| Zeitraum \| Wo. ges. \| Interpret \| Titel Autor(en) \| Zusätzliche Informationen \| \| (Zeitraum, Wochen auf Platz eins, Interpret, Titel, Autor[en], zusätzliche Informationen) \| \| \| \| \| \| ----------------------------------------------------------------------------------------- \| -------- \| ------------------------------- \| ------------------------------------------------------------------------------------------------------------------------------------- \| ------------------------- \| \| 18. November 2017 – 16. Februar 2018 13 Wochen \| 13 \| Ed Sheeran \| Perfect Ed Sheeran \| – \| \| 17. Februar 2018 – 9. März 2018 3 Wochen (insgesamt 5) \| 5 \| Therapie Taxi feat. Roméo Elvis \| Hit Sale Roméo Elvis, Raphael Faget-Zaoui, Adelaide Chabannes de Balzac, Renaud Bizart, Félix Gros \| – \| \| 10. März 2018 – 16. März 2018 1 Woche (insgesamt 2) \| 2 \| Lost Frequencies & Zonderling \| Crazy Allan Eshuijs, Martijn van Sonderen, Felix De Laet, Gia Koka, Jaap de Vries, David Benjamin \| – \| \| 17. März 2018 – 30. März 2018 2 Wochen (insgesamt 5) \| 5 \| Therapie Taxi feat. Roméo Elvis \| Hit Sale Roméo Elvis, Raphael Faget-Zaoui, Adelaide Chabannes de Balzac, Renaud Bizart, Félix Gros \| – \| \| 31. März 2018 – 6. April 2018 1 Woche (insgesamt 2) \| 2 \| Lost Frequencies & Zonderling \| Crazy Allan Eshuijs, Martijn van Sonderen, Felix De Laet, Gia Koka, Jaap de Vries, David Benjamin \| – \| \| 7. April 2018 – 22. Juni 2018 11 Wochen \| 11 \| Maître Gims & Vianney \| La même Renaud Rebillaud, Maître Gims, Vianney \| – \| \| 23. Juni 2018 – 29. Juni 2018 1 Woche \| 1 \| Damso \| Smog Pyroman, William Kalubi \| – \| \| 30. Juni 2018 – 31. August 2018 9 Wochen \| 9 \| Calvin Harris & Dua Lipa \| One Kiss Adam Wiles, Dua Lipa, Jessie Reyez \| – \| \| 1. September 2018 – 28. September 2018 4 Wochen \| 4 \| Clean Bandit feat. Demi Lovato \| Solo Grace Chatto, Jack Patterson, Demi Lovato, Camille Purcell, Fred Gibson \| – \| \| 29. September 2018 – 23. November 2018 8 Wochen (insgesamt 11) \| 11 \| Dynoro & Gigi D’Agostino \| In My Mind Diego Leoni, Paolo Sandrini, Luigino Di Agostino, Carlos Montagner, Ivan Gough, Aden Forte, Joshua Soon, Georgina Kingsley \| – \| \| 24. November 2018 – 30. November 2018 1 Woche \| 1 \| Orelsan feat. Damso \| Rêves bizarres Skread, Orelsan, Damso \| – \| \| 1. Dezember 2018 – 21. Dezember 2018 3 Wochen (insgesamt 11) \| 11 \| Dynoro & Gigi D’Agostino \| In My Mind Diego Leoni, Paolo Sandrini, Luigino Di Agostino, Carlos Montagner, Ivan Gough, Aden Forte, Joshua Soon, Georgina Kingsley \| – \| \| 22. Dezember 2018 – 15. März 2019 12 Wochen \| 12 \| Angèle feat. Roméo Elvis \| Tout oublier Tristan Salvati, Roméo Van Laeken, Angèle Van Laeken \| – \| |                                                  |                                                  | |                           |
| ← 2017 |                                                  |                                                  | | → 2019 →                  |
| Zeitraum | Wo. ges.                                         | Interpret                                        | Titel Autor(en) | Zusätzliche Informationen |
| (Zeitraum, Wochen auf Platz eins, Interpret, Titel, Autor[en], zusätzliche Informationen) |                                                  |                                                  | |                           |
| 18. November 2017 – 16. Februar 2018 13 Wochen | 13                                               | Ed Sheeran                                       | Perfect Ed Sheeran | –                         |
| 17. Februar 2018 – 9. März 2018 3 Wochen (insgesamt 5) | 5                                                | Therapie Taxi feat. Roméo Elvis                  | Hit Sale Roméo Elvis, Raphael Faget-Zaoui, Adelaide Chabannes de Balzac, Renaud Bizart, Félix Gros                                    | –                         |
| 10. März 2018 – 16. März 2018 1 Woche (insgesamt 2) | 2                                                | Lost Frequencies & Zonderling                    | Crazy Allan Eshuijs, Martijn van Sonderen, Felix De Laet, Gia Koka, Jaap de Vries, David Benjamin                                     | –                         |
| 17. März 2018 – 30. März 2018 2 Wochen (insgesamt 5) | 5                                                | Therapie Taxi feat. Roméo Elvis                  | Hit Sale Roméo Elvis, Raphael Faget-Zaoui, Adelaide Chabannes de Balzac, Renaud Bizart, Félix Gros                                    | –                         |
| 31. März 2018 – 6. April 2018 1 Woche (insgesamt 2) | 2                                                | Lost Frequencies & Zonderling                    | Crazy Allan Eshuijs, Martijn van Sonderen, Felix De Laet, Gia Koka, Jaap de Vries, David Benjamin                                     | –                         |
| 7. April 2018 – 22. Juni 2018 11 Wochen | 11                                               | Maître Gims & Vianney                            | La même Renaud Rebillaud, Maître Gims, Vianney                                                                                        | –                         |
| 23. Juni 2018 – 29. Juni 2018 1 Woche | 1                                                | Damso                                            | Smog Pyroman, William Kalubi | –                         |
| 30. Juni 2018 – 31. August 2018 9 Wochen | 9                                                | Calvin Harris & Dua Lipa                         | One Kiss Adam Wiles, Dua Lipa, Jessie Reyez                                                                                           | –                         |
| 1. September 2018 – 28. September 2018 4 Wochen | 4                                                | Clean Bandit feat. Demi Lovato                   | Solo Grace Chatto, Jack Patterson, Demi Lovato, Camille Purcell, Fred Gibson                                                          | –                         |
| 29. September 2018 – 23. November 2018 8 Wochen (insgesamt 11) | 11                                               | Dynoro & Gigi D’Agostino                         | In My Mind Diego Leoni, Paolo Sandrini, Luigino Di Agostino, Carlos Montagner, Ivan Gough, Aden Forte, Joshua Soon, Georgina Kingsley | –                         |
| 24. November 2018 – 30. November 2018 1 Woche | 1                                                | Orelsan feat. Damso                              | Rêves bizarres Skread, Orelsan, Damso                                                                                                 | –                         |
| 1. Dezember 2018 – 21. Dezember 2018 3 Wochen (insgesamt 11) | 11                                               | Dynoro & Gigi D’Agostino                         | In My Mind Diego Leoni, Paolo Sandrini, Luigino Di Agostino, Carlos Montagner, Ivan Gough, Aden Forte, Joshua Soon, Georgina Kingsley | –                         |
| 22. Dezember 2018 – 15. März 2019 12 Wochen | 12                                               | Angèle feat. Roméo Elvis                         | Tout oublier Tristan Salvati, Roméo Van Laeken, Angèle Van Laeken                                                                     | –                         |

### Alben
| ← 2017 ← | Liste der Nummer-eins-Hits in Belgien (Wallonie) | Liste der Nummer-eins-Hits in Belgien (Wallonie) | Liste der Nummer-eins-Hits in Belgien (Wallonie) | 2019 →                    |
| \| Zeitraum \| Wo. ges. \| Interpret \| Titel \| Zusätzliche Informationen \| \| (Zeitraum, Wochen auf Platz eins, Interpret, Titel, zusätzliche Informationen) \| \| \| \| \| \| ------------------------------------------------------------------------------ \| -------- \| ------------------------ \| --------------------------------------------- \| ------------------------- \| \| 25. November 2017 – 26. Januar 2018 9 Wochen \| 9 \| Verschiedene Interpreten \| On a tous quelque chose de Johnny \| – \| \| 27. Januar 2018 – 2. Februar 2018 1 Woche \| 1 \| Typh Barrow \| Raw \| – \| \| 3. Februar 2018 – 9. Februar 2018 1 Woche (insgesamt 5) \| 5 \| Slimane \| Solune \| – \| \| 10. Februar 2018 – 16. Februar 2018 1 Woche \| 1 \| Vald \| Xeu \| – \| \| 17. Februar 2018 – 16. März 2018 4 Wochen (insgesamt 5) \| 5 \| Slimane \| Solune \| – \| \| 17. März 2018 – 30. März 2018 2 Wochen \| 2 \| Les Enfoirés \| 2018: Musique! \| – \| \| 31. März 2018 – 18. Mai 2018 7 Wochen (insgesamt 8) \| 8 \| Maître Gims \| Ceinture noire \| – \| \| 19. Mai 2018 – 25. Mai 2018 1 Woche \| 1 \| Arctic Monkeys \| Tranquility Base Hotel + Casino \| – \| \| 26. Mai 2018 – 1. Juni 2018 1 Woche (insgesamt 8) \| 8 \| Maître Gims \| Ceinture noire \| – \| \| 2. Juni 2018 – 8. Juni 2018 1 Woche (insgesamt 2) \| 2 \| Marc Lavoine \| Je reviens à toi \| – \| \| 9. Juni 2018 – 15. Juni 2018 1 Woche \| 1 \| Caballero & JeanJass \| Double hélice 3 \| – \| \| 16. Juni 2018 – 22. Juni 2018 1 Woche (insgesamt 2) \| 2 \| Marc Lavoine \| Je reviens à toi \| – \| \| 23. Juni 2018 – 24. August 2018 9 Wochen \| 9 \| Damso \| Lithopédion \| – \| \| 25. August 2018 – 31. August 2018 1 Woche \| 1 \| Ariana Grande \| Sweetener \| – \| \| 1. September 2018 – 7. September 2018 1 Woche \| 1 \| Kids United \| 4 - Nouvelle génération: Au bout de nos rêves \| – \| \| 8. September 2018 – 28. September 2018 3 Wochen \| 3 \| Kendji Girac \| Amigo \| – \| \| 29. September 2018 – 5. Oktober 2018 1 Woche \| 1 \| Christine and the Queens \| Chris \| – \| \| 6. Oktober 2018 – 12. Oktober 2018 1 Woche \| 1 \| Mylène Farmer \| Désobéissance \| – \| \| 13. Oktober 2018 – 19. Oktober 2018 1 Woche (insgesamt 28) \| 28 \| Angèle \| Brol \| – \| \| 20. Oktober 2018 – 26. Oktober 2018 1 Woche \| 1 \| Maurane \| Brel \| – \| \| 27. Oktober 2018 – 16. November 2018 3 Wochen (insgesamt 10) \| 10 \| Johnny Hallyday \| Mon pays c’est l’amour \| – \| \| 17. November 2018 – 23. November 2018 1 Woche \| 1 \| Muse \| Simulation Theory \| – \| \| 24. November 2018 – 4. Januar 2019 6 Wochen (insgesamt 10) \| 10 \| Johnny Hallyday \| Mon pays c’est l’amour \| – \| |                                                  |                                                  |                                                  |                           |
| ← 2017 |                                                  |                                                  |                                                  | → 2019 →                  |
| Zeitraum | Wo. ges.                                         | Interpret                                        | Titel                                            | Zusätzliche Informationen |
| (Zeitraum, Wochen auf Platz eins, Interpret, Titel, zusätzliche Informationen) |                                                  |                                                  |                                                  |                           |
| 25. November 2017 – 26. Januar 2018 9 Wochen | 9                                                | Verschiedene Interpreten                         | On a tous quelque chose de Johnny                | –                         |
| 27. Januar 2018 – 2. Februar 2018 1 Woche | 1                                                | Typh Barrow                                      | Raw                                              | –                         |
| 3. Februar 2018 – 9. Februar 2018 1 Woche (insgesamt 5) | 5                                                | Slimane                                          | Solune                                           | –                         |
| 10. Februar 2018 – 16. Februar 2018 1 Woche | 1                                                | Vald                                             | Xeu                                              | –                         |
| 17. Februar 2018 – 16. März 2018 4 Wochen (insgesamt 5) | 5                                                | Slimane                                          | Solune                                           | –                         |
| 17. März 2018 – 30. März 2018 2 Wochen | 2                                                | Les Enfoirés                                     | 2018: Musique!                                   | –                         |
| 31. März 2018 – 18. Mai 2018 7 Wochen (insgesamt 8) | 8                                                | Maître Gims                                      | Ceinture noire                                   | –                         |
| 19. Mai 2018 – 25. Mai 2018 1 Woche | 1                                                | Arctic Monkeys                                   | Tranquility Base Hotel + Casino                  | –                         |
| 26. Mai 2018 – 1. Juni 2018 1 Woche (insgesamt 8) | 8                                                | Maître Gims                                      | Ceinture noire                                   | –                         |
| 2. Juni 2018 – 8. Juni 2018 1 Woche (insgesamt 2) | 2                                                | Marc Lavoine                                     | Je reviens à toi                                 | –                         |
| 9. Juni 2018 – 15. Juni 2018 1 Woche | 1                                                | Caballero & JeanJass                             | Double hélice 3                                  | –                         |
| 16. Juni 2018 – 22. Juni 2018 1 Woche (insgesamt 2) | 2                                                | Marc Lavoine                                     | Je reviens à toi                                 | –                         |
| 23. Juni 2018 – 24. August 2018 9 Wochen | 9                                                | Damso                                            | Lithopédion                                      | –                         |
| 25. August 2018 – 31. August 2018 1 Woche | 1                                                | Ariana Grande                                    | Sweetener                                        | –                         |
| 1. September 2018 – 7. September 2018 1 Woche | 1                                                | Kids United                                      | 4 - Nouvelle génération: Au bout de nos rêves    | –                         |
| 8. September 2018 – 28. September 2018 3 Wochen | 3                                                | Kendji Girac                                     | Amigo                                            | –                         |
| 29. September 2018 – 5. Oktober 2018 1 Woche | 1                                                | Christine and the Queens                         | Chris                                            | –                         |
| 6. Oktober 2018 – 12. Oktober 2018 1 Woche | 1                                                | Mylène Farmer                                    | Désobéissance                                    | –                         |
| 13. Oktober 2018 – 19. Oktober 2018 1 Woche (insgesamt 28) | 28                                               | Angèle                                           | Brol                                             | –                         |
| 20. Oktober 2018 – 26. Oktober 2018 1 Woche | 1                                                | Maurane                                          | Brel                                             | –                         |
| 27. Oktober 2018 – 16. November 2018 3 Wochen (insgesamt 10) | 10                                               | Johnny Hallyday                                  | Mon pays c’est l’amour                           | –                         |
| 17. November 2018 – 23. November 2018 1 Woche | 1                                                | Muse                                             | Simulation Theory                                | –                         |
| 24. November 2018 – 4. Januar 2019 6 Wochen (insgesamt 10) | 10                                               | Johnny Hallyday                                  | Mon pays c’est l’amour                           | –                         |

### Jahreshitparaden
| ← 2017 ← | Liste der Nummer-eins-Hits in Belgien (Wallonie) | Liste der Nummer-eins-Hits in Belgien (Wallonie) | Liste der Nummer-eins-Hits in Belgien (Wallonie) | 2019 →   |
| \| Singles \| Position# \| Alben \| \| ------------------------------------------------------------------------------------------------------------------------------------------------------------------------------------------ \| --------- \| ------------------------------------------- \| \| La même Maître Gims & Vianney Renaud Rebillaud, Maître Gims, Vianney \| 1 \| Mon pays c’est l’amour Johnny Hallyday \| \| One Kiss Calvin Harris & Dua Lipa Adam Wiles, Dua Lipa, Jessie Reyez \| 2 \| Solune Slimane \| \| Leave a Light On Tom Walker Steve Mac, Thomas Walker \| 3 \| Brol Angèle \| \| Girls Like You Maroon 5 feat. Cardi B Adam Levine, Henry Walter, Belcalis Almanzar, Brittany Talia Hazzard, Jason Evigan, Gian Stone \| 4 \| Brel Maurane \| \| Perfect Ed Sheeran \| 5 \| Ceinture noire Maître Gims \| \| Havana Camila Cabello feat. Young Thug Camila Cabello, Jeffrey Williams, Frank Dukes, Brittany Hazzard, Ali Tamposi, Brian Lee, Andrew Watt, Pharrell Williams, Louis Bell, Kaan Gunesberk \| 6 \| Lithopédion Damso \| \| In My Mind Dynoro & Gigi D’Agostino Diego Leoni, Luigino Di Agostino, Ivan Gough, Aden Forte, Joshua Soon, Georgina Kingsley, Paolo Sandrini, Carlo Montagner \| 7 \| La fête est finie Orelsan \| \| Hit Sale Therapie Taxi feat. Roméo Elvis Roméo Elvis, Raphael Faget-Zaoui, Adelaide Chabannes de Balzac, Renaud Bizart, Félix Gros \| 8 \| Désobéissance Mylène Farmer \| \| Friends Marshmello & Anne-Marie Christopher Comstock, Anne-Marie Nicholson, Eden Anderson, Richard Boardman, Jasmine Thompson, Natalie Dunn, Sarah Blanchard, Pablo Bowman \| 9 \| Les 50 plus belles chansons Johnny Hallyday \| \| Solo Clean Bandit feat. Demi Lovato Grace Chatto, Jack Patterson, Demetria Lovato, Camille Purcell, Frederick Gibson \| 10 \| Louane \| |                                                  |                                                  |                                                  |          |
| ← 2017 |                                                  |                                                  |                                                  | → 2019 → |
| Singles | Position#                                        | Alben                                            |                                                  |          |
| La même Maître Gims & Vianney Renaud Rebillaud, Maître Gims, Vianney | 1                                                | Mon pays c’est l’amour Johnny Hallyday           |                                                  |          |
| One Kiss Calvin Harris & Dua Lipa Adam Wiles, Dua Lipa, Jessie Reyez | 2                                                | Solune Slimane                                   |                                                  |          |
| Leave a Light On Tom Walker Steve Mac, Thomas Walker | 3                                                | Brol Angèle                                      |                                                  |          |
| Girls Like You Maroon 5 feat. Cardi B Adam Levine, Henry Walter, Belcalis Almanzar, Brittany Talia Hazzard, Jason Evigan, Gian Stone | 4                                                | Brel Maurane                                     |                                                  |          |
| Perfect Ed Sheeran | 5                                                | Ceinture noire Maître Gims                       |                                                  |          |
| Havana Camila Cabello feat. Young Thug Camila Cabello, Jeffrey Williams, Frank Dukes, Brittany Hazzard, Ali Tamposi, Brian Lee, Andrew Watt, Pharrell Williams, Louis Bell, Kaan Gunesberk | 6                                                | Lithopédion Damso                                |                                                  |          |
| In My Mind Dynoro & Gigi D’Agostino Diego Leoni, Luigino Di Agostino, Ivan Gough, Aden Forte, Joshua Soon, Georgina Kingsley, Paolo Sandrini, Carlo Montagner | 7                                                | La fête est finie Orelsan                        |                                                  |          |
| Hit Sale Therapie Taxi feat. Roméo Elvis Roméo Elvis, Raphael Faget-Zaoui, Adelaide Chabannes de Balzac, Renaud Bizart, Félix Gros | 8                                                | Désobéissance Mylène Farmer                      |                                                  |          |
| Friends Marshmello & Anne-Marie Christopher Comstock, Anne-Marie Nicholson, Eden Anderson, Richard Boardman, Jasmine Thompson, Natalie Dunn, Sarah Blanchard, Pablo Bowman | 9                                                | Les 50 plus belles chansons Johnny Hallyday      |                                                  |          |
| Solo Clean Bandit feat. Demi Lovato Grace Chatto, Jack Patterson, Demetria Lovato, Camille Purcell, Frederick Gibson | 10                                               | Louane                                           |                                                  |          |